# Leo Ascher
Leo Ascher   (Viena, 17 d'agost de 1880 - Nova York, 25 de febrer de 1942) va ser un compositor austríac d'operetes, cançons populars i partitures de pel·lícules.

## Biografia
Ascher va néixer a Viena. El seu pare, Moritz Ascher, era un fabricant de paraigües local. Leo va escriure la seva primera composició, un vals a l'edat de 13 anys el 1893. Va estudiar dret a la Universitat de Viena on es va doctorar el 1904. També va assistir al Conservatori de Viena a partir del 1898 i va estudiar composició amb Robert Fuchs i Franz Schmidt. Es va casar amb Luise Frankl i van tenir una filla, l'escriptora Franzi Ascher-Nash, que va néixer a Viena el 28 de novembre de 1910 i va morir a Millersville, Pennsilvània, l'1 de setembre de 1991.
Ascher va ser detingut breument durant el pogrom de la Nit dels vidres trencats el 1938; un cop alliberat, va deixar Àustria per sempre. Via França i Anglaterra va emigrar als Estats Units, on va viure des de desembre de 1939 fins a la seva mort a la ciutat de Nova York el 1942.
La seva propietat artística es conserva al "Leo Ascher Center of Operetta Music" de la Universitat de Millersville de Pennsilvània, que també proporciona el premi "Leo Ascher Music Award" de fins a 1.000 dòlars als estudiants universitaris.

## Carrera
Ascher va començar la seva carrera com a compositor amb l'òpera Mamzell Courage. La seva primera opereta, Vergeltsgott a un llibret de Viktor Léon, es va estrenar el 14 d'octubre de 1905 al "Theater an der Wien". Va escriure altres 30 obres escèniques, entre elles Vindobona, du herrliche Stadt (Viena, 22 de juliol de 1910) i Bruder Leichtsin (Bürgertheater, 28 de desembre de 1917). La seva obra més famosa va ser Hoheit tanzt Walzer; la seva estrena el 24 de febrer de 1912 al teatre Raimund va ser seguida per una sèrie de 500 representacions. La seva opereta Der Soldat der Marie (1916) va gaudir fins i tot de 800 representacions a Berlín.
A més d'operetes, va compondre cançons a l'estil popular de Viena, cançons i música per a pel·lícules. Després de la seva arribada a Nova York, va continuar escrivint musicals, cançons patriòtiques i peces infantils fins a la seva mort el 25 de febrer de 1942.

## Obres més famoses
- Mamzell Courage, òpera
- Vergeltsgott, operetta (14 d'octubre, 1905, Theater an der Wien, Vienna)
- Die Grüne Redoute, operetta (26 de març, 1908, Danzers Orpheum, Vienna)
- Vindobona, du herrliche Stadt, operetta (22 de juliol, 1910, Venedig in Wien, Vienna)
- Der fromme Silvanus, operetta (3 de novembre, 1910, Cabaret Fledermaus, Vienna)
- Das Goldene Strumpfband, operetta (1 de maig, 1911, Ronacher Etablissement, Vienna)
- Hoheit tanzt Walzer, operetta (24 de febrer, 1912, Raimund Theater, Vienna)
- Die goldene Hanna, operetta (4 de gener, 1913, Apollo Kino, Vienna)
- Was tut man nicht alles aus Liebe, operetta (17 de desembre de 1914, Ronacher Etablissement, Vienna)
- Botschafterin Leni, operetta (19 de febrer, 1915, Theater in der Josefstadt, Vienna)
- Der Soldat der Marie, operetta (1916, Berlin)
- Bruder Leichtsinn, operetta (28 de desembre, 1917, Bürgertheater, Vienna)
- Purpur und Waschblau, film music (1931)

## Filmografia seleccionada
- Marie's Soldier (1927)
- My Leopold (1931)